# 5 Puppis
5 Puppis (5 Pup / HD 63336 / HR 3029) es una estrella binaria en la constelación de Puppis.
El sistema está formado por 5 Puppis A, estrella blanco-amarilla de magnitud aparente +5,79 y tipo espectral F5.5V, y 5 Puppis B, de magnitud +7,48.
5 Puppis A es una estrella similar, por ejemplo, a γ Serpentis o ψ Capricorni, siendo su temperatura superficial de 6309 K.
Gira sobre sí misma con una velocidad de rotación proyectada de sólo 5 km/s.
Su metalicidad —basada en el contenido relativo de hierro— es ligeramente inferior a la del Sol ([Fe/H] = -0,06).
Su masa puede ser un 36% mayor que la masa solar, aunque según otro estudio la masa combinada de las dos componentes del sistema es de 1,2 masas solares.
5 Puppis B (GCRV 5192) es probablemente una enana amarilla de tipo G3V.
La separación visual con su compañera es de 2,41 segundos de arco.
El período orbital es de 570,44 ± 13,65 años y la órbita tiene una acusada excentricidad (ε = 0,61).
El sistema tiene una edad estimada de 2700 millones de años.
Se encuentra a 99 años luz de distancia del sistema solar.